# معركة خليج القنفذة
معركة خليج القنفذة هي معركة بحرية وقعت في 7 يناير 1912 م علي خليج القنفذة بالبحر الأحمر . بين قوات الدولة العثمانية ضد قوات مملكة إيطاليا ،وتعتبر من أكبر المعارك البحرية في الحرب العثمانية الإيطالية انتهت بانتصار مملكة إيطاليا وتدمير جميع القطع البحرية الثمانية، وفي صباح اليوم التالي للمعركة توجهت القوة البحرية الإيطالية لمحاصرة الحديدة.